# Château d'Angeville
Le château d'Angeville ou château de Lompnes est un ancien château fort, du XIIe siècle, reconstruit au XVIe siècle, qui se dresse sur la commune d'Hauteville-Lompnes dans le département de l'Ain en région Auvergne-Rhône-Alpes. Propriété de la Croix-Rouge française depuis plus de 100 ans, il abrite un centre de rééducation (SSR) de 30 places ainsi qu'un EHPAD de 50 lits.

## Situation
Le château d'Angeville est situé dans le département français de l'Ain sur la commune d'Hauteville-Lompnes, sur un coteau, au village de Lompnes, à 890 mètres d'altitude.

## Histoire
L'ancien château fort était au XIIe siècle la possession des comtes de Savoie qui y avaient des châtelains et des receveurs qui rendaient tous les ans comptes de leurs actions auprès de la Chambre des comptes de Savoie. Avec le Valromey il fut probablement compris dans la dot d'Alix de Savoie, femme d'Humbert III de Beaujeu (vers 1140), fille d'Amédée III de Savoie et de Mahaut d'Albon, car il est au tout début du XIIIe siècle détenu par les sires de Beaujeu.
Humbert de Luyrieux, chevalier, en 1228, prend en augmentation de fief, d'Humbert V de Beaujeu, tout ce qu'il avait en franc-alleu au Châtelard de Lompnes. La seigneurie de Lompnes fait peu après cette époque retour aux comtes de Savoie. En 1230, la seigneurie de Lompnes, avec celles de Cordon (Brégnier-Cordon), Châteauneuf (Songieu), Virieu (Virieu-le-Grand) et autres terres sis en Bugey et Valromey, sont aliénées à Louis Ier de Beaujeu, seigneur de Beaujolais et des Dombes, pour la dot de sa femme, Éléonore de Savoie, fille de Thomas II de Savoie.
Le 7 mai 1268, par testament le comte Pierre II de Savoie lègue le château à Béatrix, sa fille, qui le cède par traité du 30 juillet 1286, à sa fille Anne et à son gendre Humbert, dauphin de Viennois. Cette cession n'eut probablement pas d'effet, car Lompnes fait retour de nouveau aux comtes de Savoie. Ces derniers l'inféode en 1300 à Humbert de Luyrieux, chevalier, qui se qualifie dès lors seigneur de Lompnes. Retirée de ses mains la terre fait retour une nouvelle fois au duc de Savoie.
Jean de Luyrieux, seigneur de Culoz, le 16 avril 1319, remet en échange de la justice de Champdor le château au comte Amédée V de Savoie. Cette même année, le sire de Thoire-Villars, depuis ses terres de montagnes, menace le château de Lompnes ainsi que celui de Saint-Rambert et la bâtie de Luisandre.
Louis, duc de Savoie, en donne l'usufruit en 1440, à Aymon de Beauvoir, chevalier, seigneur de la Palu (Châtillon-la-Palud) qui en 1445 prend la qualité de seigneur usufructuaire de Lompnes. L'usufruit du seigneur de Beauvoir échu, le duc, l'inféode, en toute justice haute, moyenne et basse, en 1457, à François de Bonivard en récompense de ses services. Le château restera dans cette famille jusqu'à Amblard de Bonivard, seigneur de Lompnes, qui ne laisse que des filles. L'une d'elles, Bernarde, veuve du seigneur des Marches, le 11 décembre 1592 le donne à la charge de prendre le nom et les armes de Bonivard, à Jacques de Mareste, son neveu, fils de Claude de Mareste, baron de Loissey (Lucey) et de Claudine Bonivard.
Jacques de Mareste le vend, probablement avec clause de rachat à un citoyen de Belley, noble Laurent du Luyset, qui en reprend le fief le 22 mai 1602, et qui l'engage, plusieurs années, à Bertrand de Grenaud, écuyer, seigneur de Rougemont (Aranc). René de Lucinge de Geres, seigneur de la Motte et des Allymes (Ambérieu-en-Bugey), l'achète le 18 juillet 1635 et en garde la jouissance pendant 16 ans, jusqu'au mois de mars 1651. À cette date la seigneurie de Lompnes est judiciairement adjugée à Melchior Bernard de Montessus, seigneur de Balon, gouverneur de la ville de Beaune. Le 28 octobre 1657, ce dernier revend la seigneurie à Guillaume-Philibert d'Angeville, écuyer, et à Antoinette de Massenay du Lac, son épouse.
Le château est reconstruit au XVIe siècle par Urbain Bonivard, évêque de Verceil.
Lors de la conquête de la Bresse et du Bugey il est pris et démantelé par les troupes de Biron, puis rétabli en 1640.
Chapelle
Cette chapelle, bâtie dans l'enceinte du château, était sous le vocable de saint Bernard de Menthon, et ses dotations consistaient en biens fonds, sis à Courchevache, à Béligneux et à Culoz, au lieu-dit en Curléaz.

## Description
Actuellement, ce château est utilisé comme EHPAD et comme centre de rééducation.